# Brita Borg
Brita Kerstin Gunvor Borg (n. 10 iunie 1926, Stockholm, Suedia – d. 4 mai 2010, Borgholm, Comitatul Kalmar, Suedia) a fost o cântăreață suedeză.